# Carol Jean-Swanson Boevers
Carol-Jean Swanson Boevers (1959) és una escriptora estatunidenca.

## Llibre
- A psalmbook-- and a good pair of shoes: 13 generations of the Floren and Haugen family: including Anderson, Boevers, Holien, Johnson, Quaale, Vesledahl, ... to Valley Grove, Northfield, Minnesota (2005). St. Paul, MN: LifeStories, 2002. ISBN B0006S2VZI